# San Girolamo nel deserto (Cima da Conegliano Brera)
San Girolamo nel deserto è un dipinto a olio su tavola (37x30 cm) di Cima da Conegliano, databile al 1495 circa e conservato nella Pinacoteca di Brera.

## Storia
La tavoletta, sicuramente nata per un committente privato, arrivò a Brera con le requisizioni napoleoniche del 1808, ma senza indicazione precisa di provenienza. Forse è quella che in un inventario settecentesco era ricordata nel reliquiario di San Giorgio Maggiore a Venezia. Un'antica scritta sul retro ("LAMBERTI OPUS") ha fatto assegnare l'opera anche a Pasqualino Veneto, il cui cognome era appunto Lamberto, ma studi approfonditi confermano l'assegnazione a Cima e una datazione al 1495 circa.

## Descrizione e stile
La tavola è un tipico esempio dell'iconografia del san Girolamo penitente. Il paesaggio rappresenta il deserto del suo ritiro. Il santo è vestito semplicemente, da eremita, e impugna la pietra con cui soleva battersi il petto a scopo di penitenza. Lo sguardo del personaggio è rivolto al Crocefisso e presso di lui si trova un libro aperto, che ricorda la sua attività di studioso come traduttore della Vulgata. Immancabile è il leone addomesticato, che si aggira a sinistra.
La parte più interessante dell'opera è sicuramente il luminoso paesaggio, rappresentato con grande cura nella resa dei particolari, caratterizzato da un ardito scorcio su rupi aguzze, punteggiate dalla vegetazione, che si aprono su una veduta più lontana, in cui le montagne trascolorano in toni azzurrini per effetto della foschia.

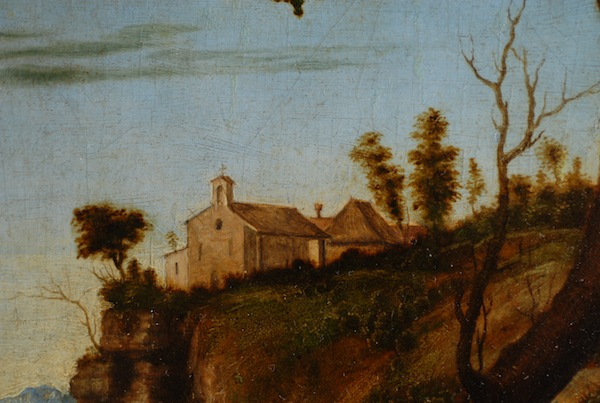
La chiesa nel paesaggio
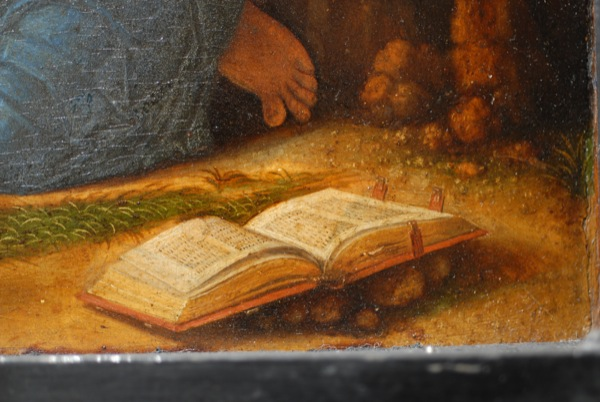
La Bibbia